# 519 Sylvania
519 Sylvania este un asteroid din centura principală, descoperit pe 20 octombrie 1903, de Raymond Dugan.